# Празеодимдикобальт
Празеодимдикобальт — бинарное неорганическое соединение
празеодима и кобальта
с формулой Co2Pr,
кристаллы.

## Получение
- Сплавление стехиометрических количеств чистых веществ:

{\displaystyle {\mathsf {Pr+2Co\ {\xrightarrow {931^{o}C}}\ Co_{2}Pr}}}

## Физические свойства
Празеодимдикобальт образует кристаллы
кубической сингонии,
пространственная группа F d3m,
параметры ячейки a = 0,7306 нм, Z = 8,
структура типа магнийдимеди Cu2Mg
.
Соединение образуется по перитектической реакции при температуре 931°C.